# Olio essenziale di lavanda

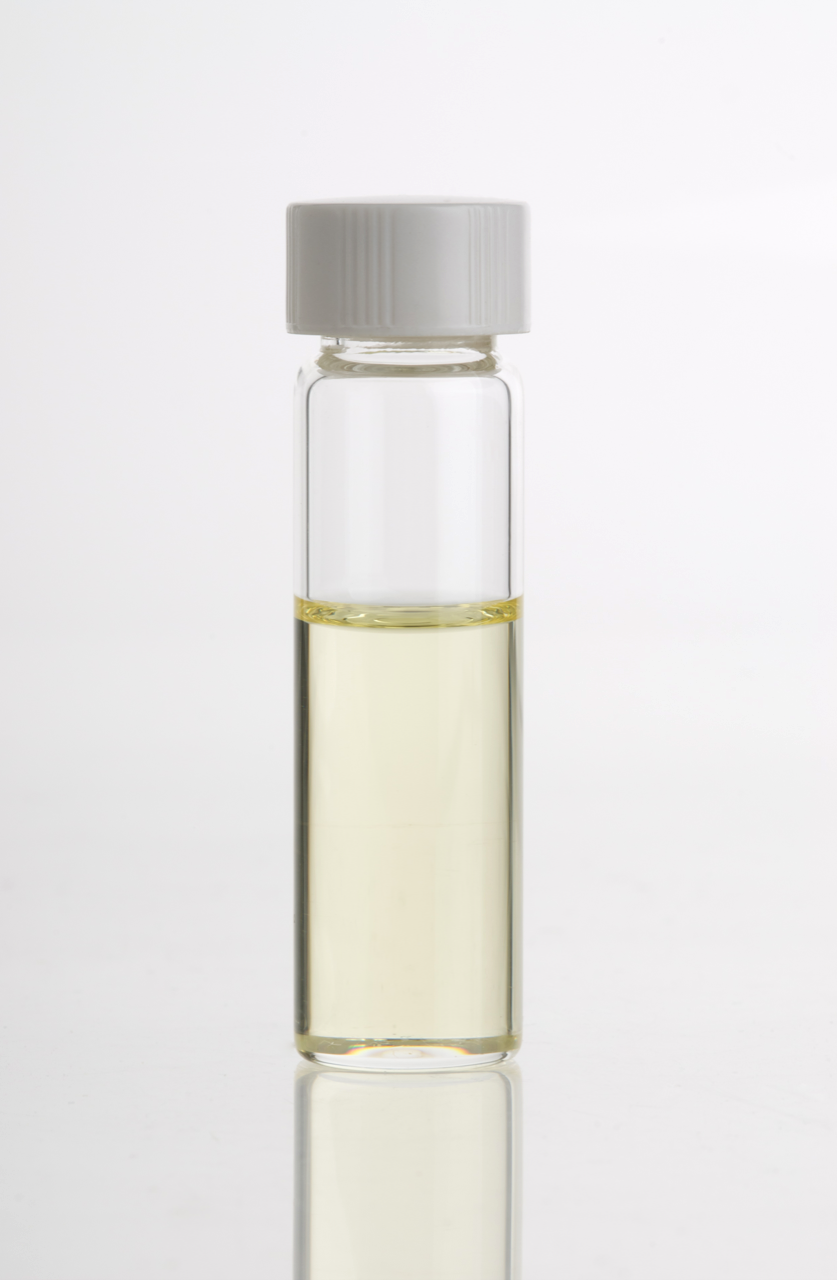
Un flacone di vetro di puro olio essenziale di lavanda.

L'olio essenziale di lavanda è un olio essenziale ottenuto dalla distillazione dei fiori di alcune specie di lavanda. Ne vengono distinti due tipi, l'olio del fiore di lavanda, una sostanza incolore, insolubile in acqua e con una densità di 0.885 g/mL; e l'olio della lavanda dentata, un distillato dalla pianta Lavandula latifolia, di densità 0.905 g/mL. Come tutti gli oli essenziali, non è un composto puro ma una complessa mistura di composti fitochimici naturali, fra cui il linalolo e l'acetato di linalile. L'olio essenziale è dotato di alcune proprietà terapeutiche, tra cui quelle rilassanti, antidepressive e cicatrizzanti. Al 2011, il paese con la maggiore produzione di olio essenziale di lavanda è la Bulgaria.

## Proprietà
Le innumerevoli indagini chimiche sull'olio essenziale di lavanda ne hanno messo in evidenza i componenti, molteplici e diversificati, ognuno dei quali in grado di agire in modo specifico su differenti problemi o sintomi. Fra questi va menzionato il linalil acetato, il linalolo, il lavandulil acetato, il lavandulo e il cineolo. 
Alcune di queste sostanze conferiscono alla lavanda un effetto calmante, rendendo l'olio di lavanda un ottimo rimedio contro l'insonnia, l'irritabilità, il mal di testa, l'emicrania e la lieve depressione.
Questa sua proprietà calmante, rende l'olio essenziale di lavanda indicato nella cura di alcuni casi di asma, soprattutto se fortemente relazionati al sistema nervoso. Contro le patologie infettive che colpiscono l'apparato respiratorio, la pianta di lavanda sviluppa un'azione espettorante e fluidificante, per cui può essere impiegata per combattere tossi, bronchiti e laringiti.
Altre sostanze contenute nell'olio essenziale di lavanda hanno un effetto calmante sulle coliche, aiutano ad eliminare gas e gonfiori intestinali e attenuano la sensazione di nausea provocata da un'indigestione.
ottimo rimedio da pronto soccorso, l'olio essenziale di lavanda è fortemente antisettico e cicatrizzante se applicato su scottature, ferite, piaghe e punture di insetti. 
Infine l'olio essenziale di lavanda svolge un'efficace azione repellente sugli insetti, allontanandoli sia dai nostri corpi che dai luoghi chiusi o dalle piante.